# مسابقات ورزش‌های آبی اروپا ۱۹۳۱
مسابقات ورزش‌های آبی اروپا ۱۹۳۱ از ۲۳ تا ۳۰ اوت ۱۹۳۱ در شهر پاریس، فرانسه برگزار شده است.

## جدول مدال‌ها
میزبان 
| رتبه  | کشور           | طلا | نقره | برنز | مجموع |
| ۱     | مجارستان       | ۵   | ۲    | ۲    | ۹     |
| ۲     | آلمان          | ۳   | ۴    | ۴    | ۱۱    |
| ۳     | هلند           | ۳   | ۲    | ۰    | ۵     |
| ۴     | اتریش          | ۲   | ۱    | ۱    | ۴     |
| ۵     | بریتانیای کبیر | ۱   | ۳    | ۳    | ۷     |
| ۶     | فرانسه         | ۱   | ۲    | ۲    | ۵     |
| ۷     | فنلاند         | ۱   | ۰    | ۰    | ۱     |
| ۸     | ایتالیا        | ۰   | ۱    | ۳    | ۴     |
| ۹     | سوئد           | ۰   | ۱    | ۰    | ۱     |
| ۱۰    | چکسلواکی       | ۰   | ۰    | ۱    | ۱     |
| مجموع | مجموع          | ۱۶  | ۱۶   | ۱۶   | ۴۸    |